# 제임스 기선 리
제임스 카이슨(James Kyson, 이재혁, 李諸赫)은 한국계 미국인 배우이다. 2014년까지는 제임스 카이슨 리(James Kyson Lee)로도 병기되었으나 이후 제임스 카이슨으로 활동명이 고정되었다. 드라마 《히어로즈》(2006-10)의 일본인 안도 마사하시 역으로 유명하다. 서울에서 태어나 10살 때 뉴욕으로 이민을 갔기 때문에 한국어가 유창하다. 출생시 한국어 이름은 이지훈이나 후에 이재혁으로 개명하였다.

## 출연 작품

### 영화
- 셔터 인 도쿄 (2008)
- 슈퍼배드 (2010) - 애니메이션

### 텔레비전
- 히어로즈 (2006-10) - 안도 마사하시 역

## 그 외
- 미스 유니버스 2007 (2007) - 심사위원

## 같이 보기
- 마시 오카